# Perynea pulchella
Perynea pulchella là một loài bướm đêm trong họ Noctuidae.